# Die, My Love
Die, My Love es una próxima película estadounidense de terror y comedia negra dirigida por Lynne Ramsay y coescrita por Enda Walsh. Es una adaptación de la novela de 2017 de Ariana Harwicz sobre una nueva madre en la campiña francesa que desarrolla depresión posparto y entra en psicosis. La película está protagonizada por Jennifer Lawrence y Robert Pattinson, con la primera produciendo a través de su productora Excellent Cadaver. Es la primera película de Ramsay desde You Were Never Really Here (2017).

## Argumento
En una granja de la campiña de Montana, una mujer tiene problemas mentales al romperse su matrimonio.

## Reparto
- Jennifer Lawrence como Grace
- Robert Pattinson como Jackson
- Lakeith Stanfield como Karl
- Sissy Spacek como Pam
- Nick Nolte como Harry
- Gabrielle Rose como Jen
- Philip Forest Lewitski como Charlie
- Sarah Lind como Cheryl
- Marcus Della Rosa como el salvavidas

## Producción
En noviembre de 2022, Jennifer Lawrence confirmó que protagonizaría una adaptación de la novela de Ariana Harwicz Die, My Love con Lynne Ramsay como directora a partir de un guion que escribió junto al dramaturgo Enda Walsh. Ramsay se dirigió a Walsh para que escribiera el primer borrador del guion antes de que ella escribiera el segundo y definitivo. En julio de 2024, Robert Pattinson estaba en conversaciones para unirse a la película, producida por Martin Scorsese y Andrea Calderwood junto al equipo de Excellent Cadaver formado por Lawrence y Justine Ciarrocchi. En agosto, Lakeith Stanfield, Sissy Spacek y Nick Nolte se unieron al reparto.
En abril de 2024, Ramsay dijo que había escrito música con George Vjestica para la que Lawrence podría cantar. La producción comenzó en Calgary, Canadá, y sus alrededores, el 19 de agosto de 2024, y terminó el 16 de octubre. El rodaje estaba previsto inicialmente para 2023, pero se pospuso debido a las huelgas de Hollywood. El director de fotografía Seamus McGarvey rodó la película en 35 mm y 1.33:1 proporción de la Academia, inspirándose en Repulsión (1965) y El bebé de Rosemary (1968) de Roman Polanski.